# Due sulla strada
Due sulla strada (The Van) è un film del 1996 diretto da Stephen Frears basato sull'omonimo romanzo di Roddy Doyle.

## Trama
Nel 1989 Brendan (detto Bimbo) perde il lavoro: decide così di comprare con la liquidazione un furgone per vendere, da ambulante, il celebre fish and chips con il suo migliore amico Larry. Grazie all'insperato successo dell'Irlanda nel mondiale di calcio del 1990 la loro attività va a gonfie vele. Al contrario, l'amicizia tra i due peggiora di giorno in giorno finché il loro ristorante ambulante viene chiuso dall'ispettore d'igiene e Bimbo sospetta che sia stato Larry ad avvisare l'ispettore. Non rimane che un ultimo tentativo per recuperare l'amicizia.